# بيل هاتشينز
بيل هاتشينز هو سياسي أمريكي، ولد في 29 مارس 1931 في مقاطعة غوذري في الولايات المتحدة. نشط حزبياً في الحزب الديمقراطي. وقد انتخب عضو مجلس ولاية آيوا ‏.